# Nieśmiertelny (serial telewizyjny)
Nieśmiertelny (ang. Highlander: The Series) – serial fantasy produkcji francusko-kanadyjskiej, zrealizowany na podstawie serii filmów.

## Krótki opis
W roli głównej wystąpił Adrian Paul. Duncan MacLeod, nieśmiertelny urodzony w górach Szkocji zimą 1592 r. Tak jak wszyscy nieśmiertelni, Duncan o swoim darze dowiedział się wraz z pierwszą swoją śmiercią. W tym momencie został włączony w odwieczną walkę o dominację. Zginąć może jedynie z ręki innego nieśmiertelnego – wtedy, gdy ten odetnie mu głowę. W chwili śmierci zabójca otrzymuje siłę życiową pokonanego przeciwnika, co daje mu większą moc.

## Emisja
Był emitowany od 1992 do 1998 r. W Polsce emitowany był m.in. na kanale TV Puls, a od 1 marca do 16 sierpnia 2016 r. jest emitowany na kanale TV6, ponownie był emitowany od 1 września 2016 r.

## Obsada
- Adrian Paul – Duncan MacLeod (wszystkie 119 odcinków)[1]
- Stan Kirsch – Richie Ryan (1992–1998: 107 odcinków)
- Alexandra Vandernoot – Tessa Noel (1992–1998: 31 odcinków)
- Philip Akin – Charlie DeSalvo (1993–1995: 16 odcinków)
- Jim Byrnes – Joe Dawson (1993–1998: 97 odcinków)
- Lisa Howard – dr Anne Lindsey (1994–1996: 22 odcinki)
- Elizabeth Gracen – Amanda (1993–1998: 29 odcinków)
- Peter Wingfield – Adam Pierson/Methos (1995–1998: 31 odcinków)
- Amanda Wyss – Randi MacFarland (1992-1993: 7 odcinków)
- Werner Stocker – Darius (1993: 5 odcinków)
- Wes Studi – szeryf Benson (1992: gościnnie)
- Molly Parker – Alice Ramsey (1995: gościnnie)
- Justina Vail – Katya (1997: gościnnie)
- Tonya Kinzinger – Juliette Jacom (1994: gościnnie w odc. „The Vampire”)
- Emmanuelle Vaugier – Maria Alcobar (1995: gościnnie)
- Michel Modo – Maurice (1994-1997: 13 odcinków)
- Peter Hudson – James Horton (1993–1998: 12 odcinków)
- Roger Daltrey – Hugh Fitzcairn (1993–1998: 7 odcinków)
- Valentine Pelka – Kronos/Koren (1997–1998: 5 odcinków)
- David Robb – Kalas (1995: 5 odcinków)
- Roland Gift – Xavier St. Cloud (1993–1997: 5 odcinków)
- Lisa Stadnykova – matka Kenny (1995–1998: 5 odcinków)
- Catherine Lough Haggquist – Marcia (1992–1995: 4 odcinki)
- Robert Iseman – Mike (1994–1996: 4 odcinki)
- Kristin Minter – Rachel MacLeod (1995–1996: 3 odcinki)
- Stacey Travis – Renee Delaney (1994–1997: 3 odcinki)
- Matthew Walker – Ian MacLeod (1992–1996: 3 odcinki)
- Hugues Leforestier – insp. LeBrun (1993: 3 odcinki)
- John Novak – szeryf Crowley (1992–1996: 3 odcinki)
- Tim Reid – sierż. Bennett (1992–1993: 3 odcinki)
- Duncan Fraser – dowódca oddziału SWAT (1992–1996: 3 odcinki)

## Odcinki
| Sezon    | Ilość odcinków |
| -------- | -------------- |
| Pierwszy | 22 odcinki     |
| Drugi    | 22 odcinki     |
| Trzeci   | 22 odcinki     |
| Czwarty  | 22 odcinki     |
| Piąty    | 18 odcinków    |
| Szósty   | 13 odcinków    |
| Razem    | 119 odcinków   |

## Literatura
- Peter Osteried: Highlander Chronicles; Wydawnictwo: MPW 1999
- Jason Henderson: Highlander: The Element of Fire; Wydawnictwo: Aspect 1995
- Ashley McConnell: Highlander: Scimitar; Wydawnictwo: Boxtree Ltd 1996
- Jennifer Roberson: Highlander: Scotland the Brave; Wydawnictwo: Aspect 1996
- Nancy Holder: Highlander: Measure of a Man; Wydawnictwo: Aspect 1997
- Rebecca Neason: Highlander: The Path; Wydawnictwo: Aspect 1997
- Donna Lettow: Highlander: Zealot; Wydawnictwo: Aspect 1997
- Rebecca Neason: Highlander: Shadow of Obsession; Wydawnictwo: Boxtree Ltd 1998
- Josepha Sherman: Highlander: The Captive Soul; Wydawnictwo: Aspect, Warner Books Ed edition 1998
- Ginjer Buchanan: Highlander: White Silence; Wydawnictwo: Aspect 1999
- Antologia: Highlander: An Evening at Joe's; Wydawnictwo: Berkley Trade 2000